# Момчето и светът
„Момчето и светът“ (на португалски: O Menino e o Mundo) е бразилски детски анимационен филм на режисьора Але Абреу по негов собствен сценарий.
Сюжетът проследява момче, което напуска дома си в провинцията в търсене на своя баща, заминал на работа в града, и по пътя си се сблъсква с поредица от социални явления, от бедността и загубата на работни места от нарастващата автоматизация в производството до социалните конфликти и държавното насилие.
„Момчето и светът“ е номиниран за „Оскар“ за най-добър пълнометражен анимационен филм.